# Manyczskaja
Manyczskaja (ros. Манычская) – stanica w Rosji, w obwodzie rostowskim, w rejonie bagajewskim. W 2021 liczyło 1767 mieszkańców.